# Проїзд Корвацького (Мелітополь)
Проїзд Корвацького — проїзд в Мелітополі. Починається від проспекта 50-річчя Перемоги, йде через сади повз дачу Філібера і закінчується, виходячи на вулицю Лермонтова.

## Назва
Проїзд названий на честь Андрія Корвацького, мелітопольського  земського лікара, садівника і краєзнавця. На проїзді знаходиться й могила Корвацького.

## Історія
Проїзд виник як безіменний проїзд від проспекта 50-річчя Перемоги до провулку Челюскінців. 1 листопада 2000 року рішенням Мелітопольської міської ради проїзду було присвоєно ім'я Корвацького.